# Epiclintidae
Famille
Les Epiclintidae sont une famille de Ciliés de la classe des Hypotrichea et de l’ordre des Stichotrichida.

## Étymologie
Le nom de la famille vient du genre type Epiclintes, dérivé du grec ancien ἐπι / épi, « sur », et κλίνω / klino, « incliner, plier, fléchir », en référence à la forme du corps « légèrement incurvée » et au fait que la « queue » de l’organisme est fréquemment courbée.

## Description
Epiclintes felis est une espèce psammophile (c'est-à-dire associé au sable de la zone intertidale plutôt qu'entre les interstices des grains de sable) d’une longueur située entre 100 et 350 µm. 
L'organisme est très contractile, pouvant se raccourcir d’au moins 25% de sa longueur initiale. De fait, la diversité de forme enregistrée pour cette espèce, est dû à des observations faites dans des états de contractions plus ou moins importantes de l'organisme.
En locomotion normale sur le substrat, le corps est étendu et souvent légèrement courbé. 
Le corps de ce cilié se compose de trois « régions » distinctes : une région de « tête » qui mène, via un amincissement, à un « tronc » rond qui se termine par une « queue » atténuée :
- la région « tête » est arrondie vers l'avant et aplatie dorso-ventralement. Elle est véritablement auriforme (en forme d'oreille) d'où le nom Epiclintes auricularis. Chez les animaux étendus et normalement en mouvement, la tête est égale ou une fois et demie plus large que la région du tronc. La zone adorale asymétrique des membranelles (AZM) s'étend autour de la région antérieure de la tête sur la surface ventrale et le long du côté gauche de la zone buccale entrant dans une cavité buccale tubulaire. Le cytopharynx est bien visible mais pas le cytostome. L'AZM elle-même comprend environ 25 à 35 fines membranelles dressées ; elle se termine à gauche, dans la région de la tête, dans une cavité buccale distincte. Des membranes parorales sont présentes sur le côté droit de cette cavité buccale. La surface ventrale de cet organisme est équipée de plusieurs rangées de courts cirres trapus passant longitudinalement ou en diagonale à travers le corps. Des cirres marginaux sont placés sur une ou deux rangées le long des côtés du tronc et de la queue. Une rangée de cirres transversaux est présente, allant juste derrière le péristome jusqu'à l'endroit où le tronc se rétrécit au début de la queue. Une courte bande de cirres caudaux est également présente à l'extrémité de cette queue ;
- la région « tronc » est sphérique ou ovoïde, et effilée. Sa longueur varie avec le degré de contraction ; à l'état étendu, elle mesure deux fois la longueur de la partie antérieure. Lorsqu'il est contracté, sa longueur peut égaler celle de la région de la tête. Dans la locomotion normale, la surface de la cellule adjacente au substrat est quelque peu aplatie. Lors de la contraction, la surface dorsale de l'organisme a une forme convexe, la surface ventrale conservant son aspect aplati ;
- la région « queue » est relativement longue, au moins la longueur de la tête et du tronc combinés, et s'effile rapidement à partir des régions postérieures du tronc, puis moins jusqu'à son extrémité qui est légèrement arrondie. Cette région caudale est très caractéristique en raison de la disposition des cirres qui lui donnent un aspect tressé, surtout lorsque cette « queue » est contractée. Elle ressemble à une arête de poisson, ou, de par son aplatissement dorso-ventral, à un ruban. Cette région est beaucoup plus contractile que la tête ou le tronc. Des fibres contractiles éventuellement longitudinales, apparentées aux myonèmes des ciliés péritriches, sont présentes dans la queue permettant un raccourcissement très rapide. Ces myonèmes pourraient contribuer à l'aspect tressé observable lors de la contraction. La queue sert à secouer périodiquement le corps vers l'arrière pendant la locomotion normale. De plus, lors du raccourcissement, on remarque fréquemment que la queue peut se plier ou fléchir à la jonction avec la région du tronc ; elle a la capacité de se plier de 90° à partir de l'axe longitudinal de la cellule sans subir de dommages[1].

Les régions de la tête et de la queue sont transparentes, mais la région centrale du tronc est plus opaque car souvent pleine de matières alimentaires.

## Habitat et répartition
Cette famille est marine ; elle a été observée sur toutes les mers du globe bien que rarement.

## Liste des genres
Selon GBIF (5 mars 2023) :
- Epiclintes Stein, 1862
  - Espèce type : Epiclintes felis (Müller, 1786) Stein, 1863
  - Synonymes : 
    - Epiclintes felis (Müller, 1786) Carey & Tatchell, 1983 ou Epiclintes auricularis (Claparède & Lachmann, 1858) Stein, 1862
    - Oxytricha auricularis Claparede & Lachmann, 1858
    - Trichoda felis Müller, 1786
- Eschaneustyla Stokes, 1886

## Systématique
Le nom valide de ce taxon est Epiclintidae Wicklow & Borror, 1990.